# Elecciones legislativas de Colombia de 1945
En 1945 se efectuaron elecciones legislativas en Colombia, en las cuales se eligieron los 131 escaños de la Cámara de Representantes. El resultado afirmaría las mayorías del Partido Liberal durante el que sería el último año de la denominada República Liberal. Por su parte, el Partido Comunista se presentó a las urnas en medio de un proceso de reestructuración interna, cambiando su nombre a "Partido Socialista Democrático", bajo la influencia del browderismo.

## Resultados
| Partido                        | Votos     | %    | Escaños | +/– |
| ------------------------------ | --------- | ---- | ------- | --- |
| Partido Liberal                | 551,224   | 62.9 | 80      | –4  |
| Partido Conservador            | 294,237   | 33.6 | 47      | +3  |
| Partido Socialista Democrático | 27,696    | 3.2  | 4       | +1  |
| Otros                          | 2,522     | 0.3  | 0       |     |
| Votos en blanco y nulos        | 177       | -    | -       |     |
| Total                          | 875,856   | 100  | 131     |     |
| Censo electoral                | 2'279,510 |      | –       | –   |

| Representantes por Departamento |                    |                                |
| Senadores                       | Departamentos      | Partido                        |
| Abelardo Forero Benavides       | Cundinamarca       | Partido Liberal Colombiano     |
| Jorge Soto del Corral           | Cundinamarca       | Partido Liberal Colombiano     |
| Julio César Turbay              | Cundinamarca       | Partido Liberal Colombiano     |
| Germán Zez Hernández            | Cundinamarca       | Partido Liberal Colombiano     |
| Agustín Aljure                  | Cundinamarca       | Partido Liberal Colombiano     |
| Julio Tonoz                     | Cundinamarca       | Partido Liberal Colombiano     |
| Jorge Páramo Arias              | Cundinamarca       | Partido Liberal Colombiano     |
| Napoleón Molina                 | Cundinamarca       | Partido Liberal Colombiano     |
| Manuel José Cárdenas            | Cundinamarca       | Partido Liberal Colombiano-    |
| Miguel Jiménez López            | Cundinamarca       | Partido Conservador Colombiano |
| Carlos Echeverri Cortés         | Cundinamarca       | Partido Conservador Colombiano |
| Álvaro Gómez Hurtado            | Cundinamarca       | Partido Conservador Colombiano |
| José A. León Rey                | Cundinamarca       | Partido Conservador Colombiano |
| Jorge Leyva                     | Cundinamarca       | Partido Conservador Colombiano |
| Fernando Urdaneta Laverde       | Cundinamarca       | Partido Conservador Colombiano |
| Bernardo González Bernal        | Cundinamarca       | Partido Conservador Colombiano |
| Gilberto Vieira                 | Cundinamarca       | Partido Socialista Democrático |
| Augusto Durán                   | Cundinamarca       | Partido Socialista Democrático |
| Lazaro Restrepo                 | Antioquia          | Partido Liberal Colombiano     |
| Abelardo Arango                 | Antioquia          | Partido Liberal Colombiano     |
| Diego Tobón Arbeláez            | Antioquia          | Partido Liberal Colombiano     |
| Luis Mesa Villa                 | Antioquia          | Partido Liberal Colombiano     |
| Luis Carlos Mesa                | Antioquia          | Partido Liberal Colombiano     |
| Antonio María Gutiérrez         | Antioquia          | Partido Liberal Colombiano     |
| Pedro María Botero              | Antioquia          | Partido Liberal Colombiano     |
| Juan J. Peláez                  | Antioquia          | Partido Liberal Colombiano     |
| Darío Botero Isaza              | Antioquia          | Partido Conservador Colombiano |
| Dionisio Arango Ferrer          | Antioquia          | Partido Conservador Colombiano |
| José María Bernal               | Antioquia          | Partido Conservador Colombiano |
| Víctor Forero Echeverri         | Antioquia          | Partido Conservador Colombiano |
| Joaquín Estrada Monsalve        | Antioquia          | Partido Conservador Colombiano |
| José Luis López                 | Antioquia          | Partido Conservador Colombiano |
| Felipe Hoyos                    | Antioquia          | Partido Conservador Colombiano |
| José María Arias                | Antioquia          | Partido Conservador Colombiano |
| Mariano Ramos                   | Valle del Cauca    | Partido Liberal Colombiano     |
| Camilo Cruz Perdomo             | Valle del Cauca    | Partido Liberal Colombiano     |
| Ernesto García Vásquez          | Valle del Cauca    | Partido Liberal Colombiano     |
| Roberto Quintero Tascón         | Valle del Cauca    | Partido Liberal Colombiano     |
| Luis Felipe Rosales             | Valle del Cauca    | Partido Liberal Colombiano     |
| Hernando Caicedo                | Valle del Cauca    | Partido Conservador Colombiano |
| Guillermo Borrero Olano         | Valle del Cauca    | Partido Conservador Colombiano |
| Jaime Lozano Henao              | Valle del Cauca    | Partido Conservador Colombiano |
| César Tulio Dorado              | Valle del Cauca    | Partido Conservador Colombiano |
| Alfonso Bonilla Gutiérrez       | Tolima             | Partido Liberal Colombiano     |
| Evelio González Botero          | Tolima             | Partido Liberal Colombiano     |
| Alberto Rocha Alvira            | Tolima             | Partido Liberal Colombiano     |
| Estanislao Rodríguez            | Tolima             | Partido Liberal Colombiano     |
| Germán Torres Barreto           | Tolima             | Partido Liberal Colombiano     |
| Octavio Laserna Villegas        | Tolima             | Partido Conservador Colombiano |
| Manuel Arbeláez                 | Tolima             | Partido Conservador Colombiano |
| Augusto Ramírez Moreno          | Tolima             | Partido Conservador Colombiano |
| Pedro Ignacio Villamarin        | Tolima             | Partido Socialista Democrático |
| Juan José Turbay                | Santander          | Partido Liberal Colombiano     |
| Arturo Santos                   | Santander          | Partido Liberal Colombiano-    |
| Mario Latorre                   | Santander          | Partido Liberal Colombiano     |
| Alfonso Lora Camacho            | Santander          | Partido Liberal Colombiano     |
| Gustavo Téllez Florián          | Santander          | Partido Liberal Colombiano     |
| Gustavo Gómez Hernández         | Santander          | Partido Liberal Colombiano     |
| José Chalela                    | Santander          | Partido Liberal Colombiano     |
| Pedro Parra                     | Santander          | Partido Liberal Colombiano     |
| Rafael Ortiz González           | Santander          | Partido Conservador Colombiano |
| Nicolas Colmenares              | Norte de Santander | Partido Liberal Colombiano-    |
| Miguel Durán                    | Norte de Santander | Partido Liberal Colombiano     |
| Luis Villa                      | Norte de Santander | Partido Liberal Colombiano     |
| Miguel Roberto Galvis           | Norte de Santander | Partido Liberal Colombiano     |
| Lucio Pabón Nuñez               | Norte de Santander | Partido Conservador Colombiano |
| Carlos César Puyana             | Nariño             | Partido Liberal Colombiano     |
| Manuel Benítez Dulcera          | Nariño             | Partido Liberal Colombiano     |
| Manuel María Montenegro         | Nariño             | Partido Liberal Colombiano     |
| Carlos Álvarez Garzón           | Nariño             | Partido Liberal Colombiano     |
| Aristóbulo Cerón                | Nariño             | Partido Liberal Colombiano     |
| Carlos Albornoz Rosas           | Nariño             | Partido Conservador Colombiano |
| Ricardo Rodríguez Guerrero      | Nariño             | Partido Conservador Colombiano |
| Manuel Erazo                    | Nariño             | Partido Conservador Colombiano |
| Juan B. Barrios                 | Magdalena          | Partido Liberal Colombiano     |
| José B. Vives                   | Magdalena          | Partido Liberal Colombiano     |
| Jacobo Pinedo Barros            | Magdalena          | Partido Liberal Colombiano     |
| Francisco Covilla Robles        | Magdalena          | Partido Liberal Colombiano     |
| Antonio Escobar Camargo         | Magdalena          | Partido Conservador Colombiano |
| Anacreonte Gonzáles             | Magdalena          | Partido Conservador Colombiano |
| Eugenio Ferro Falla             | Huila              | Partido Liberal Colombiano-    |
| Borrero Durán                   | Huila              | Partido Liberal Colombiano     |
| Ramírez Coronado                | Huila              | Partido Conservador Colombiano |
| Abel Ramírez                    | Huila              | Partido Conservador Colombiano |
| Matías Silva                    | Huila              | Partido Conservador Colombiano |
| Luis Carlos Pérez               | Cauca              | Partido Liberal Colombiano \|  |
| Natannel Díaz                   | Cauca              | Partido Liberal Colombiano     |
| Luis Carlos Zambrano            | Cauca              | Partido Liberal Colombiano     |
| Rafael Maya                     | Cauca              | Partido Conservador Colombiano |
| Víctor Quintero                 | Cauca              | Partido Conservador Colombiano |
| Alfonso Jaramillo Arango        | Caldas             | Partido Liberal Colombiano     |
| Fernando Arias Ramírez          | Caldas             | Partido Liberal Colombiano     |
| Ernesto Arango Tabera           | Caldas             | Partido Liberal Colombiano     |
| Alfredo López Velásquez         | Caldas             | Partido Liberal Colombiano     |
| Guillermo Londoño Mejía         | Caldas             | Partido Liberal Colombiano     |
| Gustavo Mejía Jaramillo         | Caldas             | Partido Liberal Colombiano     |
| Silvio Villegas                 | Caldas             | Partido Conservador Colombiano |
| Fernando Londoño Londoño        | Caldas             | Partido Conservador Colombiano |
| Sixto Mejía                     | Caldas             | Partido Conservador Colombiano |
| Arturo Montoya                  | Caldas             | Partido Conservador Colombiano |
| Benjamín Duque Ángel            | Caldas             | Partido Conservador Colombiano |
| Rafael Vargas Páez              | Boyacá             | Partido Liberal Colombiano     |
| Jose Joaquín Castro Martínez    | Boyacá             | Partido Liberal Colombiano     |
| Odillo Vargas                   | Boyacá             | Partido Liberal Colombiano     |
| Gustavo Romero Hernández        | Boyacá             | Partido Liberal Colombiano     |
| Vicente Suescun                 | Boyacá             | Partido Liberal Colombiano     |
| Arturo García Ulloa             | Boyacá             | Partido Liberal Colombiano     |
| Rafael Parrado                  | Boyacá             | Partido Liberal Colombiano     |
| Carlos Mendieta                 | Boyacá             | Partido Liberal Colombiano     |
| Benjamín Salamanca              | Boyacá             | Partido Liberal Colombiano     |
| Darío Samper                    | Boyacá             | Partido Liberal Colombiano     |
| Juan Manuel Nieto Rojas         | Boyacá             | Partido Conservador Colombiano |
| José Santos Pinto               | Boyacá             | Partido Conservador Colombiano |
| Guillermo Salamanca             | Boyacá             | Partido Conservador Colombiano |
| Blas Herrera Anzoátegui         | Bolívar            | Partido Liberal Colombiano     |
| Santiago Badel                  | Bolívar            | Partido Liberal Colombiano     |
| Esteban de Vargas               | Bolívar            | Partido Liberal Colombiano     |
| Alejandro Saravia Romero        | Bolívar            | Partido Liberal Colombiano     |
| Mariano Ojeda                   | Bolívar            | Partido Liberal Colombiano     |
| Nelson Vergara                  | Bolívar            | Partido Liberal Colombiano     |
| Eugenio Giraldo                 | Bolívar            | Partido Liberal Colombiano     |
| Alfonso Romero Aguirre          | Bolívar            | Partido Liberal Colombiano     |
| Francisco Obregón Jaraba        | Bolívar            | Partido Liberal Colombiano     |
| Gregorio Espinosa               | Bolívar            | Partido Conservador Colombiano |
| Benjamín Burgos                 | Bolívar            | Partido Conservador Colombiano |
| Rafael Blanco de la Rosa        | Atlántico          | Partido Liberal Colombiano     |
| Carlos Martín Leyes             | Atlántico          | Partido Liberal Colombiano     |
| Néstor Carlos Consuegra         | Atlántico          | Partido Liberal Colombiano     |
| Víctor Dangond                  | Atlántico          | Partido Conservador Colombiano |
| Sergio Abadía Arango            | Choco              | Partido Liberal Colombiano     |
| Diego Luis Córdoba              | Choco              | Partido Liberal Colombiano     |

## Fuente
- Dieter Nohlen (Editor), Elections in the Americas. Vol 2: South America. Oxford University Press, 2005
- La composición del Parlamento. ElTiempo, 20 de marzo de 1945.

- Datos: Q14624925